# 3215 Lapko
3215 Lapko este un asteroid din centura principală, descoperit pe 23 ianuarie 1980 de Liudmila Karacikina.